# Amadotrogus truncatus
Amadotrogus truncatus är en skalbaggsart som beskrevs av Brenske 1886. Amadotrogus truncatus ingår i släktet Amadotrogus och familjen Melolonthidae. Utöver nominatformen finns också underarten A. t. anatolicus.